# Список зір за сузір'ями
Усі зорі, крім Сонця, належать до певної ділянки небесної сфери, які називають сузір'ями. Хоча існує 88 сучасних сузір'їв, фактично небесна сфера розділена на 89 ділянок неправильної форми, оскільки сузір'я Змії складається з двох окремих частин: Голови Змії (на заході) і Хвоста Змії (на сході).
Єдиною зорею, яка не належить до жодного із сузір'їв, є Сонце. Протягом року Сонце проходить екліптикою через 13 сузір'їв: 12 зодіакальних сузір'їв і сузір'я Змієносця.

## Списки зір за сузір'ями
Для кожного сузір'я складено окремий список зір, які до нього входять:
| - Андромеда - Близнята - Велика Ведмедиця - Великий Пес - Візничий - Вітрила - Вовк - Водолій - Волопас - Волосся Вероніки - Ворон - Геркулес - Гідра - Годинник - Голуб - Гончі Пси - Дельфін - Діва - Дракон - Ерідан - Єдиноріг - Жертовник | - Живописець - Жираф - Журавель - Заєць - Змієносець - Змія - Золота Риба - Індіанець - Кассіопея - Кит - Кіль - Козоріг - Компас - Корма - Косинець - Лебідь - Лев - Летюча Риба - Лисичка - Ліра - Мала Ведмедиця - Малий Кінь | - Малий Лев - Малий Пес - Мікроскоп - Муха - Насос - Овен - Октант - Орел - Оріон - Павич - Пегас - Персей - Південна Гідра - Південна Корона - Південна Риба - Південний Трикутник - Південний Хрест - Північна Корона - Піч - Райський Птах - Рак - Риби | - Рись - Різець - Секстант - Сітка - Скорпіон - Скульптор - Столова Гора - Стріла - Стрілець - Телескоп - Телець - Терези - Трикутник - Тукан - Фенікс - Хамелеон - Центавр - Цефей - Циркуль - Чаша - Щит - Ящірка |

## Критерії включення у списки
У списках застосовано такі категорії включення:
- Зорі видимої величини 6,5 або яскравіші (V < 6,5).
- Зорі з позначеннями Байєра або позначеннями Флемстида й зорі, які мають традиційні (власні) назви.
- Окремі змінні зорі (прототипи, рідкісні або важливі з інших причин).
- Найближчі зорі.
- Зорі з планетами.
- Окремі нейтронні зорі, чорні діри та інші екзотичні зоряні об'єкти.